# 태양 극소기

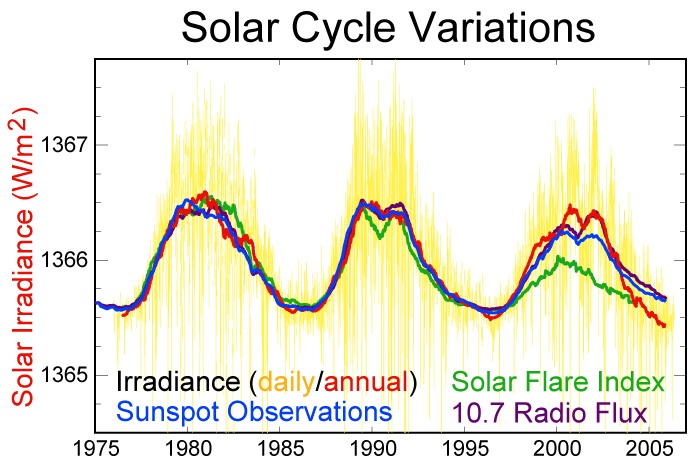
최근 3번의 태양 주기를 그린 그래프

태양 극소기(Solar minimum)는 11년간의 태양 주기 중 태양 활동이 가장 적은 기간을 의미한다. 이 기간 동안엔 흑점과 태양 플레어 빈도가 적어지며 심하면 며칠 동안엔 단 한번도 없을 수도 있다. 극소기 시기는 최근 12개월간의 흑점 개수 평균의 추세선을 통해 결정되므로 태양 최소기 날짜는 보통 태양 흑점수가 최저를 찍은 지 6개월이 넘어서야 시작되는 것이 대부분이다.
태양 극소기와는 반대되는 시점의 말로 태양 극대기가 있다.

## 태양 극대기와 극소기
태양 극대기-극소기는 보통 11년을 기점으로 반복되는 태양 주기의 양 끝단이다. 하인리히 슈와베가 19세기 중순 태양 흑점 주기를 발견하였다. 이 "시계 패턴"은 200년간 꾸준히 있어왔다. 태양 극대기에는 흑점 수가 많아지며 태양 플레어가 잦아지고 약 10억톤에 달하는 고온의 가스구름을 배출한다. 이 때 오로라 현상도 강해지나 지구로 들어오는 외부 방사선량도 많아진다. 또한, 극대기 기간에는 GPS 오작동, 정전, 통신 끊김 등의 현상도 일어날 수 있다.
태양 극소기에는 흑점 수는 1-2개나 아에 없을 수도 있으며, 태양 플레어 현상은 거의 일어나지 않는다. 때때로 하루에서 한 주간 흑점수가 하나도 없을 수도 있다.

## 태양 극소기 주기 예측
태양 주기가 비선형적인 관계로 다음 번 태양 주기가 어떻게 될지에 대한 예측은 매우 어렵다. 태양 극소기는 태양 활동이 매우 감소하는 시기가 특징으로 흑점 수가 이를 대표한다. 이에 따른 태양 방사선 복사량의 감사로 우주 유영 활동을 하기 안전해진다. 3명의 NASA 과학자들은 4개의 매개변수가 있는 간단한 공식을 이용하여 태양 주기(태양 극대기와 극소기 기간)을 어느 정도 예측하는 데 성공했고, 이를 통해 다음 태양 주기가 어느 정도 길지에 대해서 추측하는데도 성공했다. 국립대기연구센터(NCAR) 연구팀들은 정확한 예측을 위하여 태양 역학 컴퓨터 모델을 수립했으며 이 모델은 일련의 시뮬레이션을 통해 지난 8번의 태양 주기를 98% 정도의 정확도로 예측하는 데 성공했다. 하지만 이후 예측은 꽤 틀렸음이 밝혀졌다.
2008-2009년에 NASA에서는 "깊은 태양 극소기"를 겪고 있다고 말했다. 고다드 우주비행센터의 태양천문학자인 도널드 페스넬은 다음과 같이 말했다. "2008년 366일 동안 흑점이 하나도 없었던 날이 266일(73%)나 되었다. 이 숫자들을 통해 계산한 결과로는 2008년이 태양 활동이 가장 적은 시기라는 것이다. 2009년의 흑점 수는 이보다도 더 적었다. 2009년 9월 14일까지 257일 동안 흑점이 하나도 없었던 날은 206일(80%)나 되었다. 이에 대한 결론은 하나로 이어질 수 밖에 없다. "우리는 매우 깊은 태양 극소기를 겪고 있다." NASA/마셜 우주비행세넡의 흑점 전문가 데이비드 하차웨이도 "지금은 우리가 한 세기 동안 본 태양 활동 중 가장 적은 시기이다."라고 말했다.

## 최대 극대기와 극소기
최대 태양 극소기는 수십 년 혹은 수 세기 동안의 평균 태양 극소기보다 더욱 극소해진 태양 활동이 있는 기간을 의미한다. 최대 극대기/극소기인 시기에도 흑점 주기 자체는 똑같이 이어지고 있으며 단지 평소보다 매우 낮은 강도의 활동을 보이는 것이다. 최대 극소기/극대기가 찾아올 경우 전지구상으로/지역적으로 기후 변화가 올 수 있다.
| 사건                             | 시작  | 끝    |
| -------------------------------- | ----- | ----- |
| 호메릭 극소기                    | 950BC | 800BC |
| 오르트 극소기 (중세 온난기 참조) | 1040  | 1080  |
| 중세 극대기 (중세 온난기 참조)   | 1100  | 1250  |
| 울프 극소기                      | 1280  | 1350  |
| 스푀러 극소기                    | 1450  | 1550  |
| 마운더 극소기                    | 1645  | 1715  |
| 댈튼 극소기                      | 1790  | 1820  |
| 글래스베르크 극소기              | 1880  | 1914  |
| 현대 극대기                      | 1914  | 2007  |

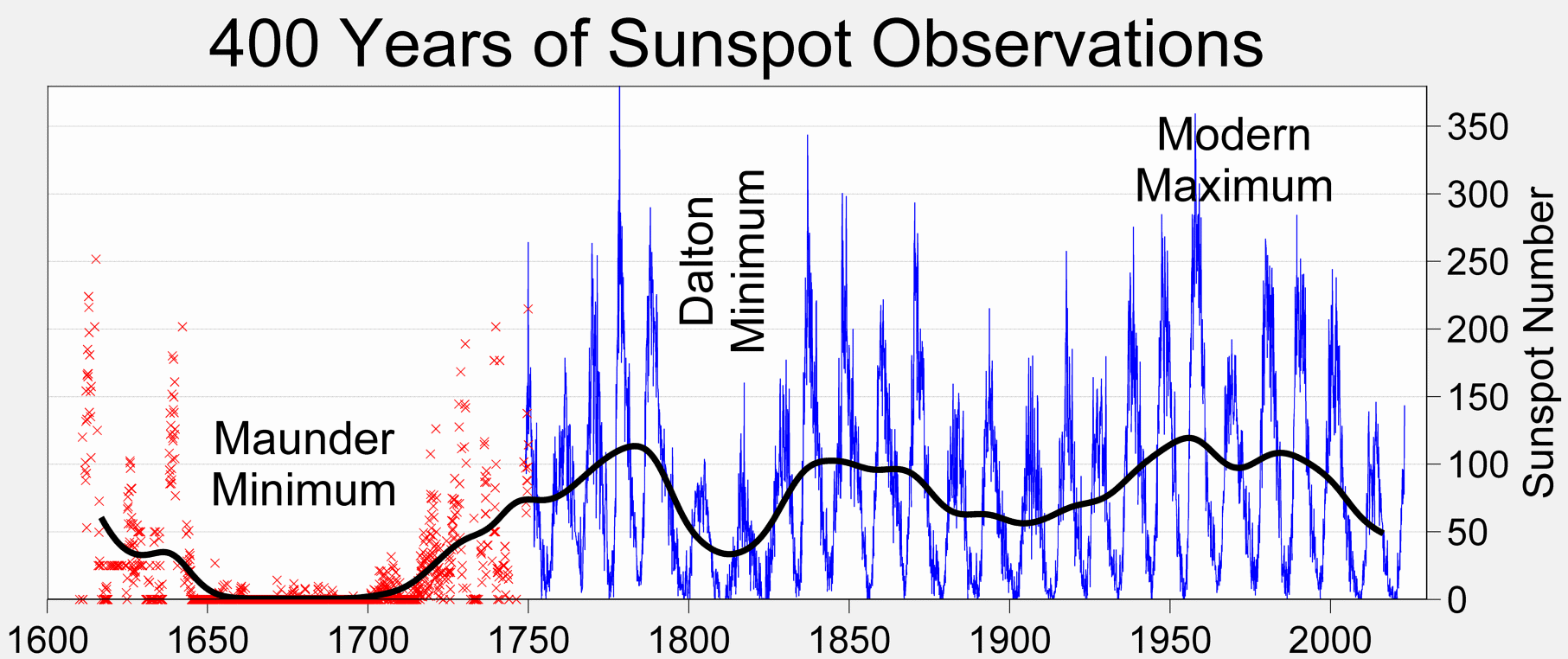
400년간의 흑점 수변화 그래프.

역사적으로 기록된 최대 극대기, 극소기는 다음과 같다.:690 AD, 360 BC, 770 BC, 1390 BC, 2860 BC, 3340 BC, 3500 BC, 3630 BC, 3940 BC, 4230 BC, 4330 BC, 5260 BC, 5460 BC, 5620 BC, 5710 BC, 5990 BC, 6220 BC, 6400 BC, 7040 BC, 7310 BC, 7520 BC, 8220 BC, 9170 BC.

## 같이 보기
- 태양 주기 목록
- 마운더 극소기
- 태양 주기
- 제 24태양주기
- 태양 극대기